# Уйляку-Шимлеулуй
Уйляку-Шимлеулуй (рум. Uileacu Șimleului) — село у повіті Селаж в Румунії. Входить до складу комуни Меєріште.
Село розташоване на відстані 408 км на північний захід від Бухареста, 24 км на північний захід від Залеу, 85 км на північний захід від Клуж-Напоки.

## Населення
За даними перепису населення 2002 року у селі проживали 488 осіб.
Національний склад населення села:
| Національність | Кількість осіб | Відсоток |
| -------------- | -------------- | -------- |
| угорці         | 378            | 77,5%    |
| румуни         | 110            | 22,5%    |

Рідною мовою назвали:
| Мова      | Кількість осіб | Відсоток |
| --------- | -------------- | -------- |
| угорська  | 378            | 77,5%    |
| румунська | 110            | 22,5%    |